# Hala Mistrzów
La Hala Mistrzów è una arena polivalente situata nella città di Włocławek.
L'Arena venne aperta nel 2001.